# بارك سنغ-جين
بارك سنغ-جين (هانغل: 박상진) هو لاعب كرة قدم كوري جنوبي في مركز الدفاع، ولد في 3 مارس 1987 في كوريا الجنوبية. لعب مع نادي غانغوون.

## وصلات خارجية
- بارك سنغ-جين على موقع دوري كوريا الجنوبية (الإنجليزية)
- بارك سنغ-جين على موقع قاعدة بيانات كرة القدم.إي يو (الإنجليزية)